# Joodse werkkampen in Nederland

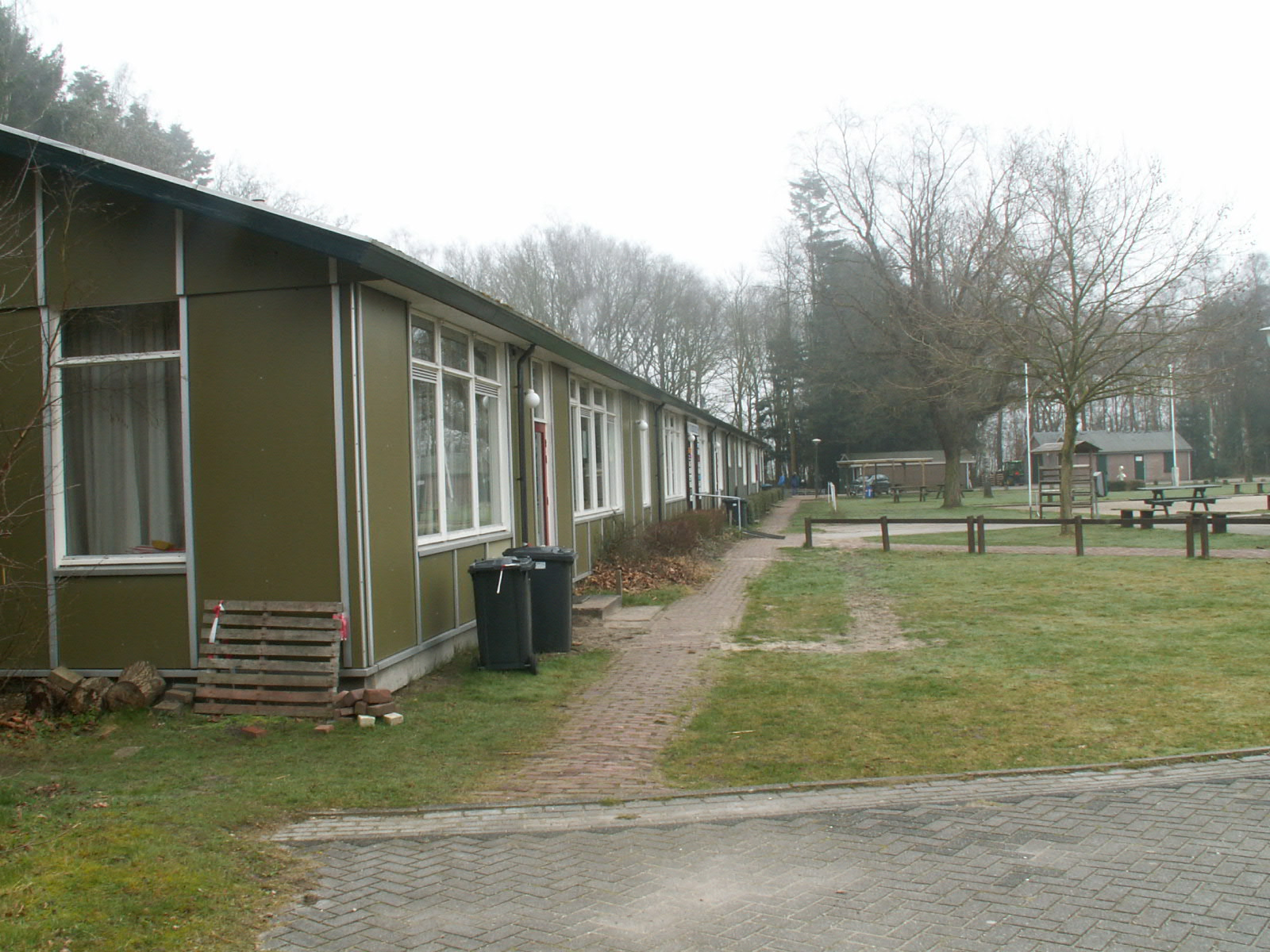
Voormalig terrein kamp Vledder anno 2010

De Joodse werkkampen in Nederland waren in de beginjaren tijdens de Tweede Wereldoorlog werkkampen verspreid over Nederland van waaruit werkloze Joden buitenarbeid verrichtten. Uiteindelijk bleken de kampen doorgangskampen voor deportatie van deze Joden. In de nacht van 2 op 3 oktober 1942, tijdens de laatste dag van Soekot of het Loofhuttenfeest, werden de Joden uit de meeste van deze kampen gehaald. Ze werden met het voorwendsel van gezinshereniging via kamp Westerbork naar vernietigingskampen vervoerd.

## Voorgeschiedenis
In de jaren dertig zette de Nederlandse regering werkkampen voor uitkeringsgerechtigde werklozen op. Deze werklozen moesten daar werken teneinde recht te behouden op een uitkering. Over het algemeen werd er gewerkt in ontginnings- en ruilverkavelingprojecten van de Heidemij. Deze waren voornamelijk in Noord- en Oost Nederland gelegen.
Vanaf 3 februari 1939 nam de Rijksdienst voor de Werkverruiming de werkverschaffingkampen over. Deze dienst liet ook zelf nieuwe kampen bouwen bij werkgelegenheidprojecten. Aan het werk veranderde niets. Wel kregen de kampbewoners nu een salaris in plaats van een uitkering. Zij verbleven vrijwillig in het kamp.
De maximale personeelsbezetting van een kamp bestond uit een kok/beheerder, die de leiding over het kamp had. Daarnaast was er vaak een hulpkok en waren er kampmeisjes en kampknechten. Verder was er een nachtwaker met assistent, een motordrijver en een kantinebeheerder.

## Geschiedenis
De Joodse werkkampen werden ingesteld op basis van een op 10 oktober 1941 genomen besluit van rijkscommissaris Arthur Seyss-Inquart. Van december 1941 tot en met augustus 1942 werden 42 onder de Rijksdienst voor de Werkverruiming ressorterende kampen ontruimd. Vanaf 10 januari 1942 vormden zij de "wachtkamer" van kamp Westerbork.
De Joodse Raad voor Amsterdam ging ermee akkoord werkloze Joden naar het noorden en oosten van Nederland te sturen. Mede door de maatregelen van de Duitse bezetter waren er in Nederland al in het begin van de Tweede Wereldoorlog veel Joodse werklozen. De Duitse autoriteiten overwogen reeds vroeg deze werklozen over te brengen naar werkkampen. In totaal zijn er meer dan veertig van deze kampen ingericht. De bezetter ontnam alle Joodse mensen hun baan waardoor zij van dat bewind qua inkomen afhankelijk werden.
In totaal zijn er ruim 5.200 zo werkloos gemaakte Joden overgebracht naar de werkkampen. De eerste 2000 werden op 9 januari gekeurd en kwamen op 10 januari 1942 in een werkkamp aan. Het werk dat zij moesten verrichten was onder andere spitten op de heide, aardappels rooien en wegen of paden aanleggen. Deze joodse werklozen verdienden twintig procent minder dan de andere werklozen. Omdat de grond bevroren was kwam er in de eerste maanden weinig van werken terecht. Bij de tewerkstelling van de Joden in de kampen heeft de arbeidsdienst bemiddeld. Het doel van de bezetter was mede het isoleren van de joodse mannen van hun gezinnen, om zodoende deze groep gemakkelijker in de greep te houden. Feitelijk waren de Joodse werkkampen wachtkamers voor kamp Westerbork. De kampen zijn gedurende de periode van Joodse bewoning onder beheer van de Rijksdienst voor de Werkverruiming gebleven.

## Regime
De leiding van een kamp was in handen van de kok/beheerder. Aanvankelijk was het regime mild en was er voldoende en goede voeding. Bij schrijven van 20 mei 1942 scherpte de directie van de Rijksdienst voor de Werkverruiming het regime aan. Er moesten voortaan appels worden gehouden en de verlofregelingen werden ingekort. Tijdens inspecties moesten de bewoners in de houding staan - hierop werd geoefend. Het voedselrantsoen werd kleiner en het werd verboden van buitenaf voedsel te ontvangen. Nadat de kok/beheerders (op een later tijdstip) bij de SS in kamp Ommen op cursus waren geweest verdween al het menselijke uit de bejegening. Er kwam ook een sterk militaristische hiërarchie.

## Ontruiming
In een brief van eind september 1942 stelde de Befehlshaber der Sicherheitspolizei und des SD, Zentralstelle für judische Auswanderung dat er op 25 september in 42 kampen 5242 mannen uit 85 steden en dorpen in de werkkampen zaten. In diezelfde brief werd medegedeeld dat er besloten was tot Gesamtevakuierung van de Joden uit de werkkampen einschliesslich Angehörigen. In de nacht van 2 op 3 oktober 1942 werden de werkkampen leeggehaald en werden ook de Angehörigen afgevoerd naar kamp Westerbork. Daar arriveerden aldus 10.000 mensen op één dag, om later naar de vernietigingskampen te vertrekken.

## Overzicht van de kampen
- Kamp Arriën bij Ommen
- Kamp Balderhaar bij Kloosterhaar
- Kamp Beugelen bij Staphorst
- Kamp Bruinhorst bij Ederveen
- Kamp Conrad bij Rouveen
- Kamp De Beetse bij Jipsinghuizen
- Kamp De Bruine Enk bij Nunspeet
- Kamp De Fledders bij Norg
- Kamp De Landweer bij Elsloo
- Kamp De Vanenburg
- Kamp De Vecht

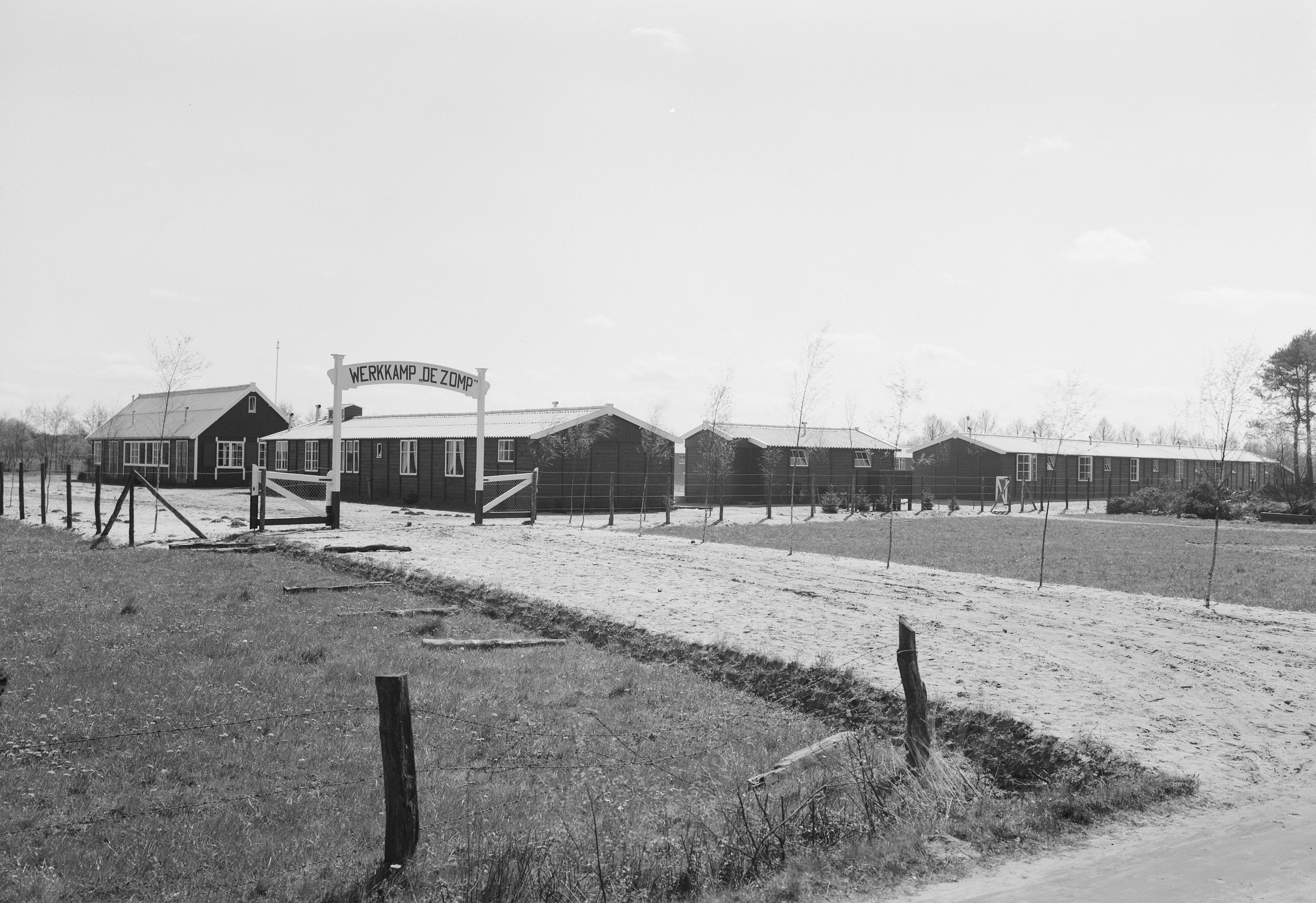
Kamp De Zomp bij Ruurlo

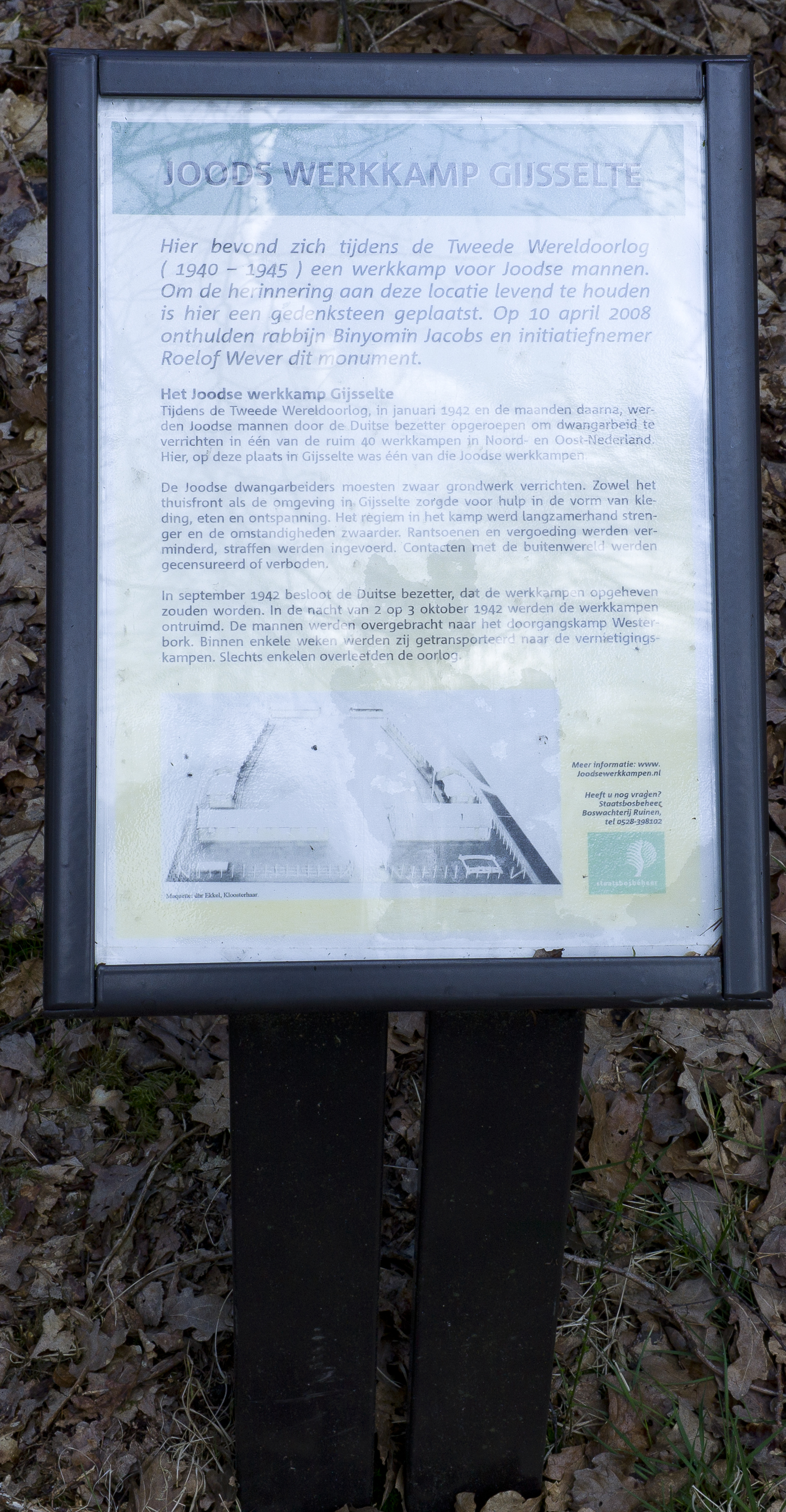
Kamp Gijsselte

- Kamp De Wite Peal bij Rohel/Rotsterhaule
- Kamp De Wittebrink
- Kamp De Zomp bij Ruurlo
- Kamp Diever A bij Oude Willem
- Kamp Diever B
- Kamp Echten
- Kamp Geesbrug
- Kamp Gijsselte
- Kamp De Beetse bij Sellingerbeetse
- Kamp Havelte (Jodenkamp Havelte)
- Kamp Het Wijde Gat
- Kamp It Petgat bij Blesdijke
- Kamp Kloosterhaar
- Kamp Kremboong bij Tiendeveen
- Kamp Lievelde
- Kamp Linde
- Kamp Mantinge
- Kamp Molengoot bij Collendoorn
- Kamp Oranje bij Fochteloo
- Kamp Oranjekanaal bij Oranje
- Kamp Orvelte bij Orvelte
- Kamp Overbroek bij Kesteren
- Kamp Palästina
- Kamp Ruinen
- Kamp Schaarshoek bij Heino
- Kamp 't Schut bij Ede
- Kamp Stuifzand
- Kamp Twilhaar bij Nijverdal
- Kamp Vledder bij Vledder
- Kamp Ybenheer bij Fochteloo

## Monumenten

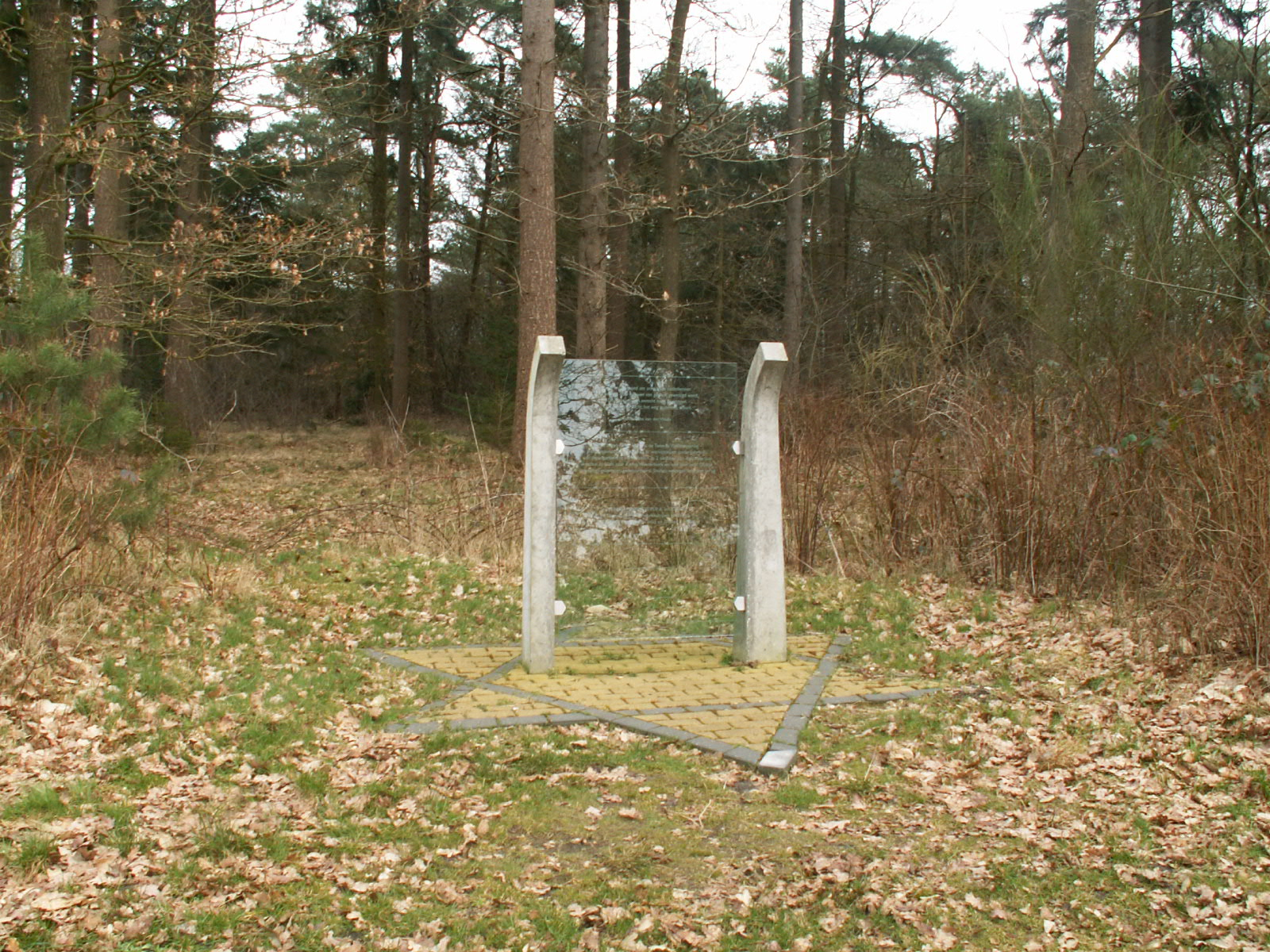
Bij Kamp Diever A te Oude Willem

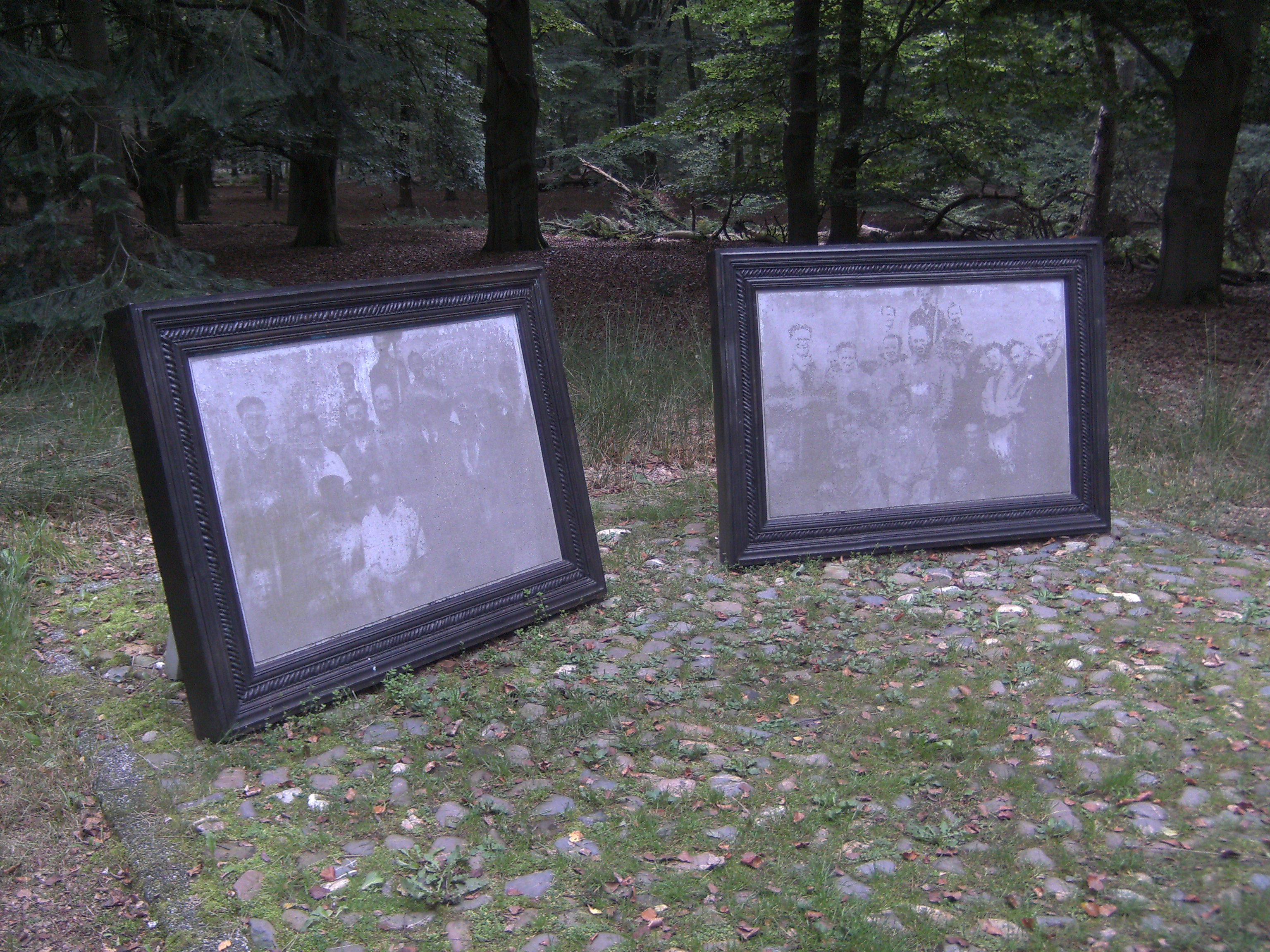
Bij Kamp Twilhaar

Op enkele plaatsen zijn monumenten opgericht ter herinnering aan de werkkampen.
- Kamp De Fledders (Norg)
- Kamp Diever A (Oude Willem)
- Kamp De Landweer
- Kamp Lievelde
- Kamp De Wite Peal (bij Heerenveen)
- Kamp Geesbrug
- Kamp Gijsselte
- Kamp It Petgat
- Kamp Ybenheer
- Kamp Molengoot[10]
- Kamp Twilhaar
- Kamp Vledder (twee monumenten)

De monumenten bij Elsloo, Diever, Blesdijke, Oude Willem en Fochteloo zijn naar een ontwerp van Sjoukje de Haas en Anna Riewald, leerlingen van het Friesland College. Op een glazen plaat staat een tekst van de dichteres Jacqueline van der Waals:
Geef mij de moed om onrecht te onderkennen

Ook waar 't door eeuwen van gebruik gewettigd wordt,

De vaste wil aan onrecht nooit te wennen,

Ook waar de macht, het weg te nemen, schort.

## En daarna
De meeste gebouwen van de werkkampen werden weer in gebruikgenomen. Zo werd het kamp Ybenheer bij Fochteloo eerst gebruikt om er moeilijk opvoedbare jongens in onder te brengen. Daarna werden er zo'n veertig hongerkinderen uit West-Nederland in gehuisvest. Vervolgens werden er NSB'ers geïnterneerd. Vanaf 1951 woonden er Molukkers. Eind jaren zestig werden deze barakken afgebroken.
Ook van de andere kampen is weinig meer over. In Vledder staat nog één barak. Na de oorlog werden er dienstweigeraars in ondergebracht. Ze moesten eveneens ontginningswerkzaamheden verrichten op de heide. Stichting Joodse Werkkampen Friesland en Drenthe heeft historisch materiaal over de kampen verzameld met als doel een museum op te richten. In 2019 heeft de stichting besloten de collectie over te dragen aan herinneringscentrum Kamp Westerbork.